# Prionolabis iyoensis
Prionolabis iyoensis là một loài ruồi trong họ Limoniidae. Chúng phân bố ở miền Cổ bắc.